# Phaonia lentiginosa
Phaonia lentiginosa är en tvåvingeart som beskrevs av John Otterbein Snyder 1957. Phaonia lentiginosa ingår i släktet Phaonia och familjen husflugor. Inga underarter finns listade i Catalogue of Life.